# Nana Mczedlidze
Nana Mczedlidze (gruz. ნანა მჭედლიძე, ros. Нана  Мчедлидзе; ur. 20 marca 1926 w Choni, zm. 29 marca 2016 w Tbilisi) – radziecka i gruzińska aktorka, reżyserka i scenarzystka filmowa.
Od 1950 do 1954 była aktorką Teatru Rustawelego w Tbilisi. Po 1957 była dyrektorem studia filmowego Gruzija-film. W 1983 roku została Artystką Ludową Gruzińskiej SRR.

## Filmografia

### Aktorka
- 1978 – Sierpień – jako matka
- 1980 – Szkice imereckie – jako babcia Mariam
- 1981 – Dom Bernarda Alby – jako Ponsia, służąca
- 1985 – Dżentelmeni poszukiwacze przygod – jako Cecylia
- 1986 – Detektyw Chegem – jako babcia
- 2004 – Saga moskiewska – jako Keke Dżugaszwili, Matka Stalina

## Nagrody
- Order Honoru (1996)[3].
- Artysta Ludowy Gruzińskiej SRR (1983).